# 虞姬光面介
虞姬光面介（学名：Xestoleberis yuchiae）为光面介科光面介屬下的一个种。